# اکارینا
اُکارینا (به انگلیسی: Ocarina)، یک ساز بادی باستانی است که می‌توان آنرا گونه‌ای از فلوت به حساب آورد. این ساز را به شکل‌های گوناگون می‌سازند اما همهٔ آنها فضایی بسته با چهار تا دوازده سوراخ هستند که یک حفره یا بیشتر نیز برای دمیدن دارند. اُکارینا را معمولاً از گل رُس یا سرامیک می‌سازند اما از مواد دیگری چون پلاستیک، چوب، شیشه، فلز و استخوان نیز استفاده می‌شود.

## نگارخانه

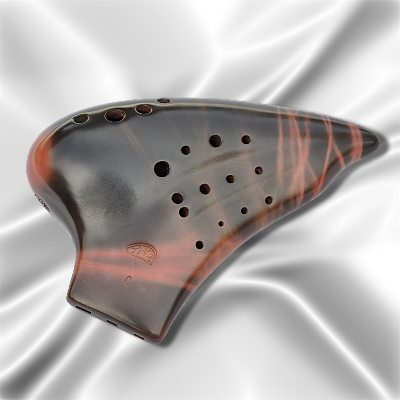
یک اُکارینای سه مدخلی باس (سه مدخل جدا از هم در دل این ساز وجود دارد)
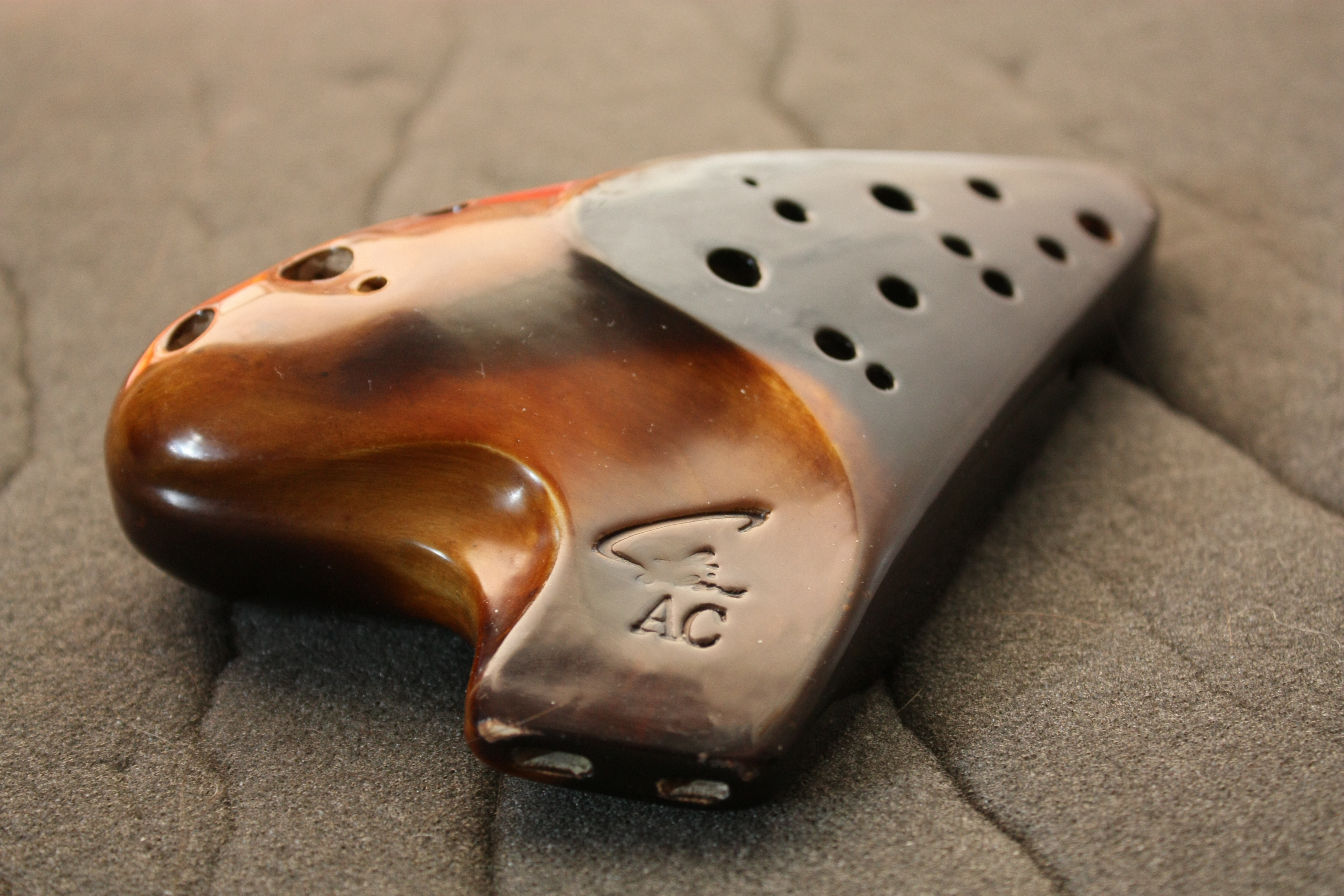
یک اُکارینای دو مدخلی آسیایی
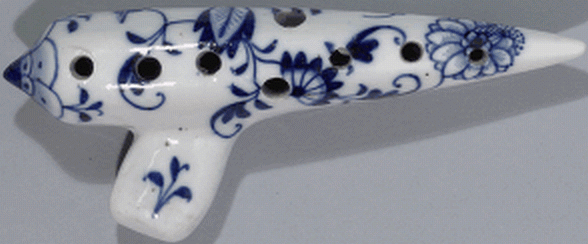
یک اُکارینا با نام پیاز آبی متعلق به اوایل سدهٔ بیستم میلادی (۱۹۲۳)
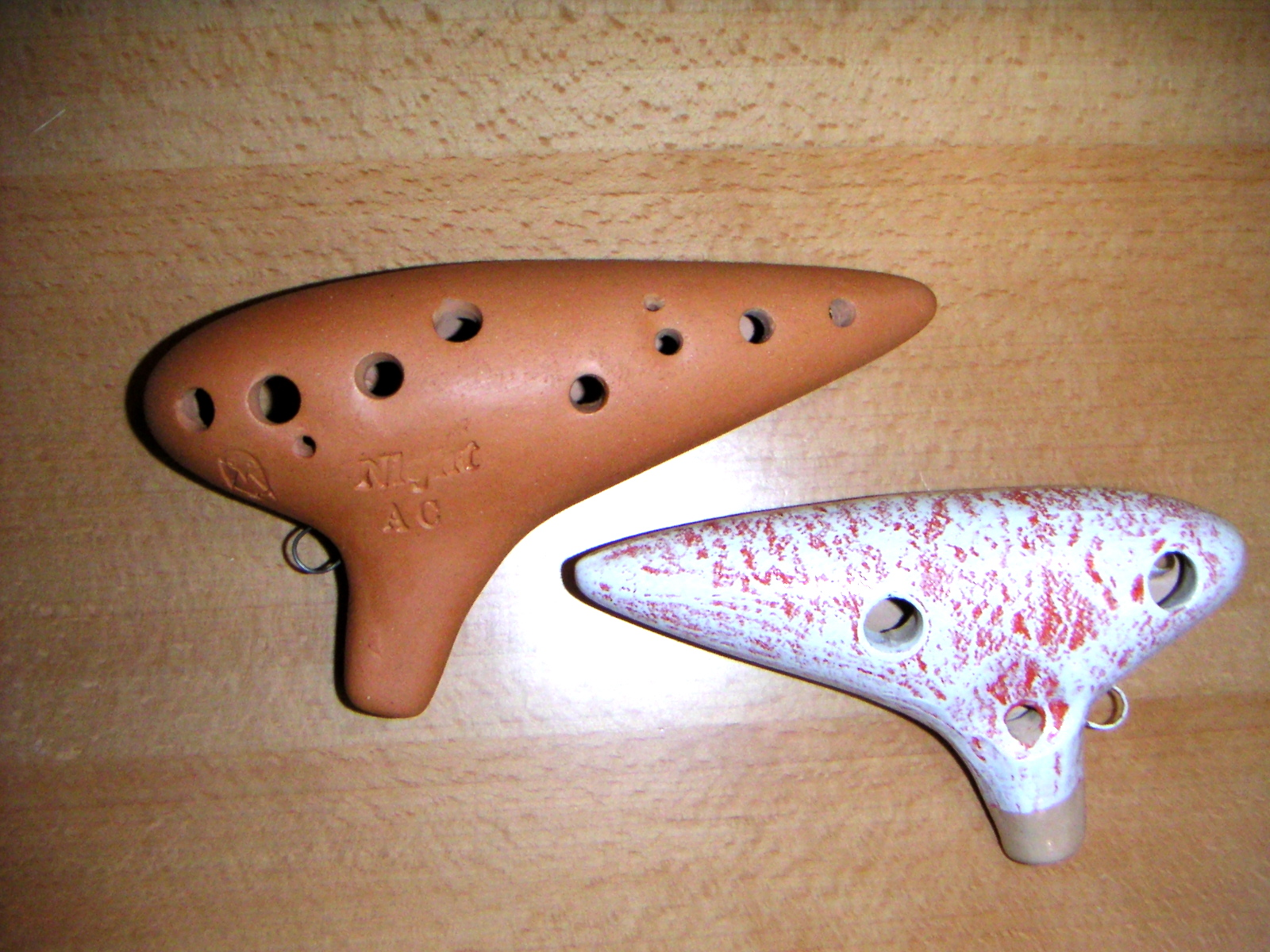
یک اُکارینای ژاپنی متعلق به سدهٔ بیستم میلادی